# A new tomorrow (Piet Veerman)
A new tomorrow is een lied van Piet Veerman. Hij schreef het met Alan Parfitt en zijn vaste producer Gerard Stellaard.
Het verscheen in 1987 op een single met op de B-kant Hard way of livin' en werd door Veronica uitgeroepen tot Alarmschijf. Het bereikte de middelste regionen van de Nederlandse hitlijsten. Verder verscheen het op zijn album Harmony (1988) en op zijn verzamelalbums The best of Piet Veerman (1993) en Sailin' home (Het beste van Piet Veerman).
Het lied gaat over een relatie die op de klippen dreigt te lopen. De zanger vraagt zijn geliefde om de moed niet te verliezen maar met hem te beginnen aan een nieuwe toekomst.

## Hitlijsten

### Nederlandse Top 40
| Hitnotering: 07-11-1987 t/m 28-11-87 | Hitnotering: 07-11-1987 t/m 28-11-87 | Hitnotering: 07-11-1987 t/m 28-11-87 | Hitnotering: 07-11-1987 t/m 28-11-87 | Hitnotering: 07-11-1987 t/m 28-11-87 | Hitnotering: 07-11-1987 t/m 28-11-87 |
| Week:                                | 1                                    | 2                                    | 3                                    | 4                                    |                                      |
| ------------------------------------ | ------------------------------------ | ------------------------------------ | ------------------------------------ | ------------------------------------ | ------------------------------------ |
| Positie:                             | 38                                   | 25                                   | 25                                   | 33                                   | uit                                  |

### NederlandseNationale Hitparade
| Hitnotering: 7-11-1987 t/m 12-12-1987 | Hitnotering: 7-11-1987 t/m 12-12-1987 | Hitnotering: 7-11-1987 t/m 12-12-1987 | Hitnotering: 7-11-1987 t/m 12-12-1987 | Hitnotering: 7-11-1987 t/m 12-12-1987 | Hitnotering: 7-11-1987 t/m 12-12-1987 | Hitnotering: 7-11-1987 t/m 12-12-1987 | Hitnotering: 7-11-1987 t/m 12-12-1987 |
| Week:                                 | 1                                     | 2                                     | 3                                     | 4                                     | 5                                     | 6                                     |                                       |
| ------------------------------------- | ------------------------------------- | ------------------------------------- | ------------------------------------- | ------------------------------------- | ------------------------------------- | ------------------------------------- | ------------------------------------- |
| Positie:                              | 45                                    | 29                                    | 29                                    | 38                                    | 57                                    | 93                                    |                                       |